# Paharovanjärvi
Paharovanjärvi är en sjö i Pajala kommun i Norrbotten och ingår i Torneälvens huvudavrinningsområde. Sjön har en area på 0,0636 kvadratkilometer och ligger 228 meter över havet.

## Delavrinningsområde
Paharovanjärvi ingår i det delavrinningsområde (749888-178374) som SMHI kallar för Förgrening. Medelhöjden är 222 meter över havet och ytan är 45,23 kvadratkilometer. Räknas de 506 avrinningsområdena uppströms in blir den ackumulerade arean 10 027,95 kvadratkilometer. Avrinningsområdets utflöde Torneälven (Kamajåkka) mynnar i havet. Avrinningsområdet består mestadels av skog (37 procent) och sankmarker (55 procent). Avrinningsområdet har 3,5 kvadratkilometer vattenytor vilket ger det en sjöprocent på 7,7 procent.